# Liga Nacional de Nueva Zelanda 1991
La Liga Nacional de Nueva Zelanda 1991 fue la vigesimasegunda edición de la antigua primera división del país. El Christchurch United ganó el sexto título, igualando al University-Mount Wellington en cantidad de logros en la competición.

## Ascensos y descensos
| Pos | de la Liga Nacional |
| --- | ------------------- |
| 14º | Waterside Karori    |

| Pos | de la Central League |
| --- | -------------------- |
| 1º  | Nelson United        |

## Equipos participantes
| Equipo                      | Ciudad         | Liga            |
| --------------------------- | -------------- | --------------- |
| University-Mount Wellington | Auckland       | Northern League |
| Manurewa AFC                | Auckland       | Northern League |
| North Shore United          | Auckland       | Northern League |
| Mount Maunganui             | Tauranga       | Northern League |
| Waikato United              | Hamilton       | Northern League |
| Miramar Rangers             | Wellington     | Central League  |
| Waitakere City FC           | Waitakere      | Northern League |
| Gisborne City               | Gisborne       | Central League  |
| Napier City Rovers          | Napier         | Central League  |
| Nelson United               | Nelson         | Central League  |
| New Plymouth Old Boys       | Nueva Plymouth | Central League  |
| Wellington United           | Wellington     | Central League  |
| Hutt Valley United          | Upper Hutt     | Central League  |
| Christchurch United         | Christchurch   | Southern League |

## Clasificación
| Pos | Equipo                      | PJ | G  | E  | P  | GF | GC | Dif | Pts |
| --- | --------------------------- | -- | -- | -- | -- | -- | -- | --- | --- |
| 1   | Christchurch United         | 26 | 19 | 5  | 2  | 64 | 21 | 43  | 62  |
| 2   | Miramar Rangers             | 26 | 17 | 2  | 7  | 45 | 26 | 23  | 53  |
| 3   | Waikato United              | 26 | 13 | 8  | 5  | 49 | 26 | 23  | 47  |
| 4   | Napier City Rovers          | 26 | 14 | 3  | 9  | 51 | 31 | 20  | 45  |
| 5   | University-Mount Wellington | 26 | 13 | 5  | 8  | 39 | 24 | 15  | 44  |
| 6   | North Shore United          | 26 | 11 | 7  | 8  | 43 | 30 | 13  | 40  |
| 7   | Mount Maunganui             | 26 | 9  | 10 | 7  | 46 | 34 | 12  | 37  |
| 8   | Manurewa                    | 26 | 10 | 6  | 10 | 29 | 37 | -8  | 36  |
| 9   | Wellington United           | 26 | 9  | 4  | 13 | 34 | 46 | -12 | 31  |
| 10  | Nelson United               | 26 | 9  | 4  | 13 | 38 | 51 | -13 | 31  |
| 11  | Waitakere City FC           | 26 | 7  | 6  | 13 | 44 | 40 | 4   | 27  |
| 12  | Hutt Valley United          | 26 | 6  | 9  | 11 | 28 | 36 | -8  | 27  |
| 13  | New Plymouth Old Boys       | 26 | 4  | 3  | 19 | 23 | 70 | -47 | 21  |
| 14  | Gisborne City               | 26 | 5  | 0  | 21 | 13 | 74 | -61 | 17  |

J: partidos jugados; G: partidos ganados; E: partidos empatados; P: partidos perdidos; GF: goles a favor;
 GC: goles en contra; DG: diferencia de goles; Pts: puntos
|  | Desafiliación para la próxima temporada |

| Bandera de Nueva Zelanda              |
| Campeón Christchurch United 6º título |